# Atletismo nos Jogos Pan-Americanos de 2007 - Salto em distância feminino
O salto em distância feminino foi um dos eventos do atletismo nos Jogos Pan-Americanos de 2007, no Rio de Janeiro. A prova foi disputada no Estádio Olímpico João Havelange no dia 25 de julho com 14 atletas de 10 países.

## Medalhistas
| Ouro   | BRA Maurren Maggi    |
| Prata  | BRA Keila Costa      |
| Bronze | CUB Yargeris Savigne |

## Recordes
Recordes mundiais e pan-Americanos antes da disputa dos Jogos Pan-Americanos de 2007.
| Tipo                             | Atleta               | Distância | Local        | Data                 |
| -------------------------------- | -------------------- | --------- | ------------ | -------------------- |
|                                  | Galina Chistyakova   | 7,52 m    | Leningrado   | 11 de junho de 1988  |
| Recorde dos Jogos Pan-Americanos | Jackie Joyner-Kersee | 7,45 m    | Indianápolis | 13 de agosto de 1987 |

## Resultados
- DNF: não completou a prova.

### Final
A final do salto em distância feminino foi disputada em 25 de julho as 17:40 (UTC-3).
| Pos.              | Atleta             | País                      | 1    | 2    | 3    | 4    | 5    | 6    | Result. |
| ----------------- | ------------------ | ------------------------- | ---- | ---- | ---- | ---- | ---- | ---- | ------- |
| Medalha de ouro   | Maurren Maggi      | BRA Brasil                | 6.69 | 6.84 | X    | X    | 6.76 | 6.76 | 6.84 m  |
| Medalha de prata  | Keila Costa        | BRA Brasil                | X    | 6.52 | 6.73 | X    | 6.57 | X    | 6.73 m  |
| Medalha de bronze | Yargeris Savigne   | CUB Cuba                  | 6.66 | 6.44 | 6.45 | X    | X    | 6.58 | 6.66 m  |
| 4                 | Elva Goulbourne    | JAM Jamaica               | 5.91 | 6.45 | 6.40 | 6.48 | X    | X    | 6.48 m  |
| 5                 | Rhonda Watkins     | TRI Trinidad e Tobago     | 6.42 | 6.27 | X    | 6.20 | X    | 6.31 | 6.42 m  |
| 6                 | Jackie Edwards     | BAH Bahamas               | 6.32 | 6.31 | X    | 6.21 | X    | 6.37 | 6.37 m  |
| 7                 | Shameka Marshall   | USA Estados Unidos        | 6.25 | X    | X    | 5.32 | X    | X    | 6.25 m  |
| 8                 | Arantxa King       | BER Bermudas              | X    | 6.18 | 5.96 | 6.16 | 6.03 | X    | 6.18 m  |
| 9                 | Tameka Williams    | SKN São Cristóvão e Neves | 5.54 | 6.10 | 5.80 |      |      |      | 6.10 m  |
| 10                | Cynthia Deloach    | USA Estados Unidos        | 6.02 | 5.99 | 6.04 |      |      |      | 6.04 m  |
| 11                | Tanika Liburd      | SKN São Cristóvão e Neves | 5.61 | 5.61 | 5.52 |      |      |      | 5.61 m  |
| 12                | Tricia Flores      | BIZ Belize                | 5.60 | DNF  |      |      |      |      | 5.60 m  |
| 13                | Michelle Vaughn    | GUY Guiana                | 5.34 | DNF  |      |      |      |      | 5.34 m  |
| —                 | Yudelkis Fernández | CUB Cuba                  | X    | X    | X    |      |      |      | —       |